# Pietro Rossi (scacchista)
Pietro Rossi (Treviso, 26 maggio 1924 – Matera, 18 novembre 2020) è stato un compositore di scacchi italiano.

## Biografia
Nato a Treviso, visse per molti anni a Matera, dove fu professore di Scienze Sociali presso l'Istituto Magistrale Tommaso Stigliani. Scrisse saggi su Maria Montessori, le sorelle Agazzi e Froebel.
Compose circa 380 studi di scacchi, dei quali più di 240 sono pubblicati nel database di Harold van der Heijden. Ottenne oltre 120 riconoscimenti e premiazioni in concorsi di composizione.
Nel maggio 2007 la Federazione Scacchistica Italiana gli conferì una medaglia d'oro alla carriera per meriti conseguiti nel campo della studistica.
Negli ultimi anni si accostò alla poesia e pubblicò con la Tipografia Centrostampa di Matera otto volumi di versi.